# 611 Valeria
611 Valeria eller 1906 VL är en asteroid i huvudbältet, som upptäcktes 24 september 1906 av den amerikanske astronomen Joel Hastings Metcalf i Taunton.
Asteroiden har en diameter på ungefär 57 kilometer.